# هیمبرگن
هیمبرگن (به آلمانی: Himbergen) یک شهر در آلمان است که در Bevensen-Ebstorf واقع شده‌است. هیمبرگن ۱٬۷۷۷ نفر جمعیت دارد.